# IK Heim
Il IK Heim è una squadra di pallamano maschile svedese con sede a Mölndal.

È stata fondata nel 1945.

## Palmarès

### Titoli nazionali
- Campionati svedesi: 7
1949-50, 1954-55, 1958-59, 1959-60, 1961-62, 1981-82, 1982-83.